# Čurile
Čurile je naselje u slovenskoj Općini Metliki. Čurile se nalazi u pokrajini Dolenjskoj i statističkoj regiji Jugoistočnoj Sloveniji. 

## Stanovništvo
Prema popisu stanovništva iz 2002. godine naselje je imalo 123 stanovnika.